# Мосинрам
Мосинрам (англ. Mawsynram) — селище в окрузі Східні Гори Кхасі індійського штату Мегхалая. З середнім показником у 11 872 мм опадів на рік входить до трійки найбільш дощових населених пунктів на планеті: 1985 року тут випало 26 000 мм опадів, що зафіксовано у книзі рекордів Гіннеса.

## Географія
Містечко розташоване в південно-центральній частині штату на відстані 60,9 км від столиці штату і за 15 км на захід від Черрапунджі, висота понад 1000 метрів над рівнем моря нівелює спекотний клімат низьких широт.

### Клімат
Мосинрам перебуває в зоні, яка характеризується вологим субтропічним кліматом. Найтепліший місяць — серпень із середньою температурою 20,4 °C. Найхолодніший місяць — січень, із середньою температурою 11,2 °C.
| Клімат Мосинрама                                                           | Клімат Мосинрама | Клімат Мосинрама | Клімат Мосинрама | Клімат Мосинрама | Клімат Мосинрама | Клімат Мосинрама | Клімат Мосинрама | Клімат Мосинрама | Клімат Мосинрама | Клімат Мосинрама | Клімат Мосинрама | Клімат Мосинрама | Клімат Мосинрама |
| Показник                                                                   | Січ.             | Лют.             | Бер.             | Квіт.            | Трав.            | Черв.            | Лип.             | Серп.            | Вер.             | Жовт.            | Лист.            | Груд.            | Рік              |
| Середній максимум, °C                                                      | 15,5             | 16,8             | 20,7             | 22,1             | 22,5             | 22,3             | 22,4             | 22,9             | 22,8             | 22,0             | 19,2             | 16,6             | 20,5             |
| Середня температура, °C                                                    | 11,2             | 12,8             | 16,5             | 18,4             | 19,2             | 19,9             | 20,2             | 20,4             | 20,3             | 18,6             | 15,2             | 12,3             | 17,1             |
| Середній мінімум, °C                                                       | 6,9              | 8,8              | 12,3             | 14,7             | 15,9             | 17,5             | 18,0             | 18,0             | 17,8             | 15,3             | 11,2             | 8,0              | 13,7             |
| Норма опадів, мм                                                           | 17               | 30               | 163              | 451              | 1083             | 2348             | 2467             | 1714             | 853              | 338              | 52               | 11               | 11872            |
| -------------------------------------------------------------------------- | ---------------- | ---------------- | ---------------- | ---------------- | ---------------- | ---------------- | ---------------- | ---------------- | ---------------- | ---------------- | ---------------- | ---------------- | ---------------- |
| Джерело: climate-data.org, опади за рік — wmo.asu.edu, www.theatlantic.com |                  |                  |                  |                  |                  |                  |                  |                  |                  |                  |                  |                  |                  |